# Capoeta trutta
Capoeta trutta és una espècie de peix cipriniforme de la família dels ciprínids que es troba a les conques dels rius Tigris i Eufrates.